# Tituly a vyznamenání Algirdase Brazauskase

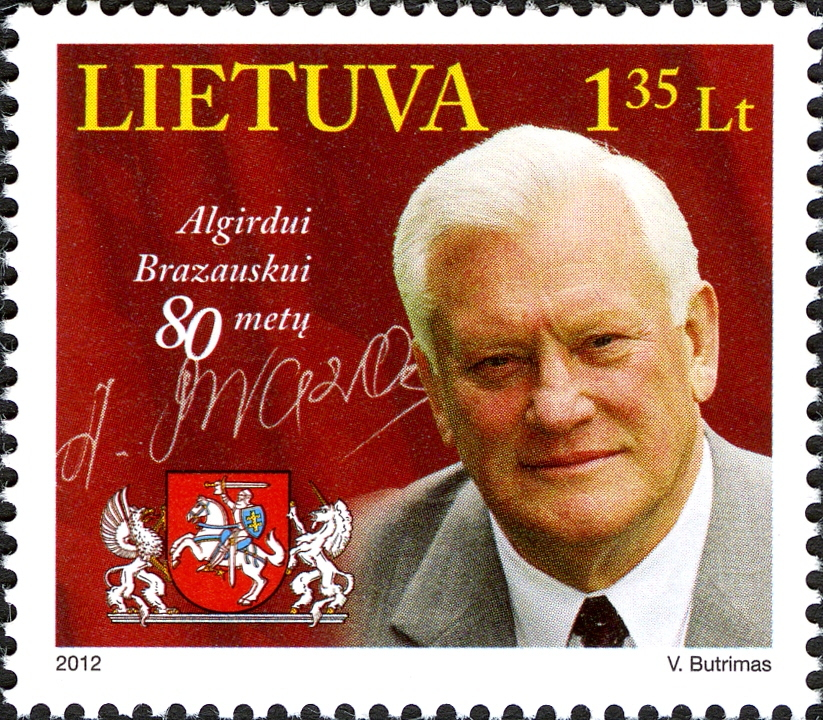
Algirad Brazauskas na poštovní známce

Algirdas Mykolas Brazauskas, první litevský prezident, obdržel během svého života nejvyšší řády patnácti států. Získal i řadu dalších ocenění včetně čestných doktorátů jak litevských tak zahraničních univerzit. Jako prezident Litvy byl také hlavou litevských řádů.

## Vyznamenání

### Litevská vyznamenání
Během výkonu funkce prezidenta Litvy byl velmistrem litevských řádů:
- Řád Vitolda Velikého
- Řád Vytisova kříže
- Řád litevského knížete Gediminase

#### Osobní vyznamenání
- velkokříž Řádu Vitolda Velikého – 26. února 1998[1]
- Medaile nezávislosti Litvy – 30. června 2000[1]

### Zahraniční vyznamenání
- Argentina
  -  velkokříž Řádu osvoboditele generála San Martína
- Dánsko
  -  rytíř Řádu slona – 9. října 1996
- Estonsko
  -  řádový řetěz Řádu kříže země Panny Marie I. třídy – 12. srpna 1997[2]
  -  Řád bílé hvězdy I. třídy – 30. září 2004[3]
- Finsko
  -  velkokříž Řádu bílé růže
- Francie
  -  velkokříž Řádu čestné legie
- Itálie
  -  velkokříž s řetězem Řádu zásluh o Italskou republiku – 20. května 1997[4]
- Lotyšsko
  -  rytíř velkokríže Řádu tří hvězd – 24. dubna 1996 – udělil prezident Guntis Ulmanis[5]
- Norsko
  -  velkokříž Norského královského řádu za zásluhy
- Polsko
  -  rytíř Řádu bílé orlice – 28. února 1996 – udělil prezident Aleksander Kwaśniewski za jeho vynikající služby pro rozvoj přátelských a komplexních vztahů mezi Polskem a Litvou[6]
- Portugalsko
  -  velkokříž Řádu prince Jindřicha – 29. května 2003[7]
- Rusko
  -  Řád cti – 16. června 2010 – udělil prezident Dmitrij Medveděv za významný přínos pro spolupráci mezi Ruskem a Litvou a za dobré sousedské vztahy[8]
- Řecko
  -  velkokříž Řádu Spasitele
- Sovětský svaz
  -  Řád Říjnové revoluce – 2. srpna 1985
  -  Medaile 100. výročí narození Vladimira Iljiče Lenina
- Švédsko
  -  rytíř Řádu Serafínů – 20. listopadu 1995
- Ukrajina
  -  Řád knížete Jaroslava Moudrého I. třídy – 1998
- Uruguay
  -  Řád uruguayské východní republiky – 5. března 1996[9]

## Akademické tituly
- doctor honoris causa na Technické univerzitě Gediminase ve Vilniusu – 2001
- doctor honoris causa na Kyjevské univerzitě – 1994
- doctor honoris causa na Evropské humanitní univerzitě – 11 .května 2000 – za vynikající úspěchy v rozvoji a posilování vztahů mezi litevským a běloruským národem[10]
- doctor honoris causa na Kauno Technologijos Universitetas

## Eponyma
- V roce 2014 po něm byla pojmenována vodní elektrárna v Kaunasu. Název elektrárny zní Vodní elektrárna Algirdase Brazaukase.

## Ostatní ocenění
- čestný občan Vilniusu – 2015 (in memoriam)
- 24. září 2010 mu byla odhalena pamětní deska na jeho rodném domě v Rokiškis
- 14. února 2011 mu byla odhalena pamětní deska na budově Sociálnědemokratické strany Litvy (litevsky: Lietuvos socialdemokratų partija)
- 26. června 2011 mu byl z pověření Ministerstva kultury Litvy na Antakalniském hřbitově ve Vilniusu odhalen náhrobek[11]